# Michael Kumpfmüller

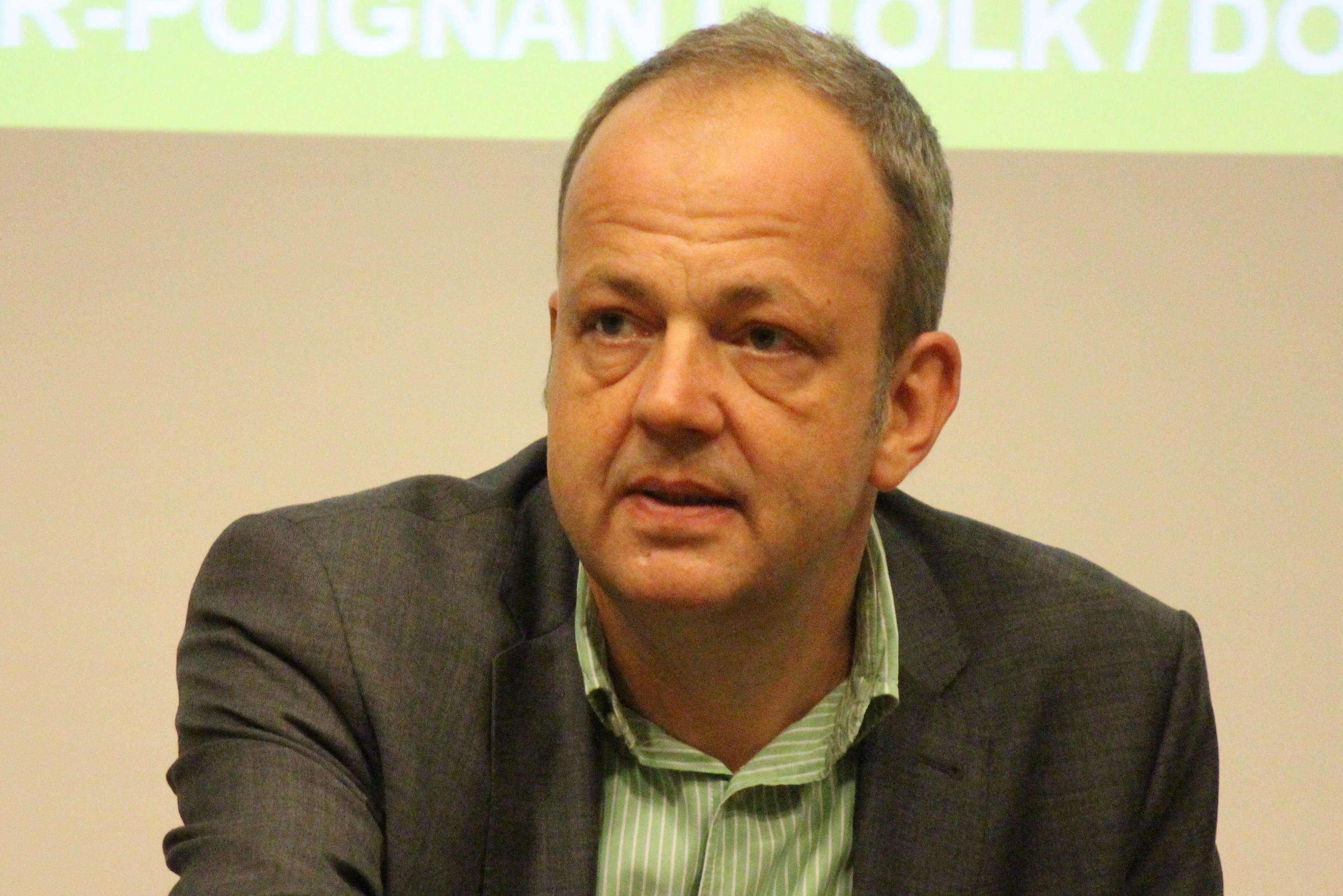
Michael Kumpfmüller, 2013

Michael Kumpfmüller, född 21 juli 1961 i München, är en tysk författare.

## Biografi
Efter studier i språk och historia vid Eberhard-Karls-Universitetet i Tübingen, universitet i Wien samt vid Berlins fria universitet, doktorerade Kumpfmüller med Die Schlacht von Stalingrad: Metamorphosen eines deutschen Mythos, ett arbete som utgavs 1995. Kumpfmüller medarbetade annars på 1990-talet som frilansjournalist i olika tyska dagstidningar och veckomagasin.
Kumpfmüllers första roman Hampels Fluchten gick som följetong i Frankfurter Allgemeine Zeitung 1999 varefter texten utgavs som bok året därpå. De följande åren utkom boken i nederländsk, fransk, finsk och engelsk översättning. Uppföljaren Durst utkom 2003.  
Under 2005 års valrörelse inför förbundsdagsvalet uttalade Michael Kampfmüller sitt stöd för den sittande rödgröna regeringskoalitionen. 
2013 utkom romanen Die Herrlichkeit des Lebens i svensk översättning med titeln Livets härlighet. Romanen, som kretsar kring Franz Kafka och Dora Diamants förhållande, fick ett positivt mottagande i svenska medier. Kumpfmüller turnerade i Sverige hösten 2013.
Kumpfmüller är gift med författaren Eva Menasse (född 1970), och paret är bosatt i Berlin.

## Utmärkelser
1993 erhöll Michael Kumpfmüller Walter Sernerpriset för novellen Die Mitwisserin. 2007 belönades han med Alfred Döblinpriset för manuskriptet till romanen Nachricht an alle.

## Verkslista
- Die Schlacht von Stalingrad: Metamorphosen eines deutschen Mythos. München: Fink. 1995. Libris 5934589. ISBN 3-7705-3078-0
- Hampels Fluchten: Roman (1. Aufl.). Köln: Kiepenheuer und Witsch. 2000. Libris 5284959. ISBN 3-462-02927-4
- Durst: Roman (1. Aufl.). Köln: Kiepenheuer & Witsch. 2003. Libris 9079196. ISBN 3-462-03316-6
- Nachricht an alle : roman, Köln 2008
- Die Herrlichkeit des Lebens : roman (1. Aufl.). Köln: Kiepenheuer & Witsch. 2011. Libris 12542290. ISBN 9783462043266
- Die Erziehung des Mannes, Kiepenheuer & Witsch, Köln 2016 ISBN 978-3-462-04481-2.[2]